# Can Sans (Alella)
Can Sans és una masia d'Alella (Maresme).

## Història
Documentada des del 1460, va ser propietat dels comtat de Robles i també dels de Montagut. El 1760 va ser adquirida per Bonaventura Sanç i de Barutell (Arenys de Munt, 1748-Barcelona, 1806), que li donà nom.
El 1935 va ser enderrocada la vella masia gòtica per a construir-hi la casa actual, conservant-ne només una llinda de pedra amb la data de 1789. Amb l'enderrocament, també es va perdre la capella dedicada a Sant Joaquim i Santa Anna.

## Descripció
Edificació de grans dimensions propera al nucli urbà d'Alella, a la confluència entre la riera Coma Fosca i el carrer del torrent de Can Comulada; i la seva relació amb l'entorn, una vinya que havia estat l'hort de la casa i que s'estén cap al sud en forma de falca. L'edificació principal, situada al nord de la finca i en una posició lleugerament elevada, és una construcció, de planta baixa, dues plantes pis i golfes, formada per diferents volums orientats cap a migdia. El volum principal té un cos de planta baixa porticat de planta rectangular sobre el qual s'aixeca un prisma amb planta en forma de L i coberta de teula. Les façanes s'ordenen verticalment segons eixos de composició clarament definits. Una fina cornisa separa les plantes pis de les golfes. La planta primera combina finestres més petites amb balconeres obertes a la terrassa sobre el porxo de planta baixa. En sobresurt a la façana principal el braç curt del prisma amb un balcó a la planta primera, acompanyat d'un rellotge de sol, i tres finestres combinades d'arc rebaixat a la planta segona, on la resta de finestres són rectangulars. Sobre aquestes, i clarament alineades segons els eixos verticals, s'obren petites finestres d'arc rebaixat a les golfes que donen unitat a tot el volum, juntament amb el vol del ràfec del conjunt de la coberta. Destaca per la seva magnitud el cos adossat a l'esquerra: una galeria de grans arcs de mig punt i coberta a dues aigües que també treu el nas a la façana principal. Hi ha d'altres cossos de menor entitat al voltant que no tenen l'interès de l'edificació principal.
Cal destacar, però, el pati del davant que s'obre com una terrassa al sud, amb una pèrgola al costat de ponent. Centrada a l'edificació principal, una rampa flanquejada per tanques de bardissa trenca el mur de contenció de pedra i baixa cap a la vinya, un interessant espai agrari que penetra cap al mateix nucli urbà, símbol del paisatge més característic d'Alella.